# Ksora
Ksora (δ Cassiopeiae / δ Cas / 37 Cassiopeiae) es la cuarta estrella más brillante de la constelación de Casiopea con magnitud aparente +2,66.
Conocida también como Ruchbah o Rucha, se encuentra a algo menos de 100 años luz de distancia del sistema solar.
Fue utilizada por Picard en 1669 para determinar latitudes durante su medida de un arco de meridiano, lo que constituyó el primer uso del telescopio con fines geodésicos.
Ksora es una estrella clasificada como gigante de tipo espectral A5III-IV cuya temperatura efectiva es de 8400 K. Se la considera una estrella gigante no tanto por su tamaño —su radio es cuatro veces mayor que el radio solar—, sino porque ha abandonado la secuencia principal al haber terminado de fusionar el hidrógeno de su núcleo.
Su composición metálica es algo inferior a la solar ([Fe/H] = -0,16).
Con una edad aproximada de 600 millones de años, se puede considerar que ya ha empezado a morir, y dentro de unos 10 millones de años será una auténtica estrella gigante en cuanto a tamaño. Su masa es 2,5 veces la masa solar y su luminosidad es equivalente a 63 soles.
Ksora es una binaria eclipsante. Cada 759 días sufre un eclipse parcial de una compañera más pequeña que pasa por delante, de la que, por el momento, nada se conoce.